# Alstonia henryi
Alstonia henryi là một loài thực vật]] thuộc họ Apocynaceae. Đây là loài đặc hữu của Trung Quốc.